# Nedrema raba
Nedrema raba är ett träsk i västra Estland. Det ligger i landskapet Pärnumaa, 110 km söder om huvudstaden Tallinn.